# Staten Island Stapletons
Los Staten Island Stapletons también conocido como Staten Island Stapes fue un equipo fundado en 1915 que jugó en la NFL de 1929 a 1932. El equipo se basó en la sección Stapleton de Staten Island. Ellos jugaron bajo el apodo acortado "Stapes" las dos últimas temporadas. Jack Shapiro, que se desempeñaba como blocking back para los Stapletons, fue el jugador más bajo en la historia de la NFL.

## Temporadas
| Año  | V | D | E | Resultado | Entrenador(es)             |
| ---- | - | - | - | --------- | -------------------------- |
| 1929 | 3 | 4 | 3 | 6.to      | Doug Wycoff                |
| 1930 | 5 | 5 | 2 | 6.to      | Doug Wycoff                |
| 1931 | 4 | 6 | 1 | 7.mo      | Hinkey Haines, Marty Brill |
| 1932 | 2 | 7 | 3 | 8.vo      | Hal Hanson                 |